# Werner Jaeger
Werner Jaeger   (Lobberich, 30 de juliol de 1888 - Cambridge, 19 d'octubre de 1961) fou un filòleg clàssic alemany. Va estudiar a la seva ciutat natal i en el Gymnasium Thomaeum de Kempen, després va passar a la Universitat de Marburg. Es va doctorar a la Universitat Humboldt de Berlín el 1911 amb una tesi sobre la Metafísica d'Aristòtil, Studien zur Entstehungsgeschichte der Metaphysik des Aristoteles; Docent a Berlín el 1913, va ser deixeble allà del professor Ulrich von Wilamowitz-Moellendorff (1914).
L'aportació més important serà la descoberta dels errors d'Andrònic de Rodes quan aquest ordenà els textos d'Àristòtil com la Metafísica, la Física, la Política, entre d'altres.

## Obres
- Emendationum Aristotelearum specimen. Dissertatio inauguralis, Berolini 1911
- Entstehungsgeschichte der Metaphysik des Aristoteles, 1912.
- Humanismus und Jugendbildung, 1921
- Edición de Gregorii Nysseni Opera, 1/11, 1921-1922.
- Aristoteles, Grundlegung einer Gesch. s. Entwicklung, 1923.
- Stellung und Aufgaben der Universitat in der Gegenwart, 1924.
- Antike und Humanismus, 1925.
- Platons Stellung im Aufbau der griechischen Bildung (1928)
- Paideia, Die Formung des griechischen Menschen, I, II, III, 1933-47 (Paideia: els ideals de la cultura grega, 1933, 1943–4), tres vols.
- Humanistische Reden und Vortrage. 1937.
- Demosthenes, The Origin and Growth of his Policy, 1938.
- Demóstenes: l'agonía de Grècia
- The Theology of the Early Greek Philosophers, 1948 (La teología dels primers filòsofs grecs, 1952).
- Semblanza de Aristóteles.
- Early Christianity and Greek Paidea, Cambridge, Mass. Harvard Univ. Press, 1961.